# La Pola de Gordón
La Pola de Gordón est une commune d'Espagne dans la province de León, communauté autonome de Castille-et-León. Elle s'étend sur 157,64 km2 et comptait environ 3 522 habitants en 2015.